# آنتونی منسا
آنتونی منسا (انگلیسی: Anthony Mensah؛ زادهٔ ۳۱ اکتبر ۱۹۷۲) بازیکن فوتبال اهل غنا بود.